# Międzynarodowe Targi Książki w Tajpej
Międzynarodowe Targi Książki w Tajpej (chiń. trad. 台北國際書展, ang. Taipei International Book Exhibition TIBE) – istnieją od 1987 roku. Odbywają się w lutym w "Taipei World Trade Center" (TWTC). Podczas targów prezentowane są najnowsze trendy wydawnicze, organizowane seminaria, spotkania z wydawcami i autorami. Ze względu na swoje położenie geograficzne, targi w Tajpej stały się międzynarodowym forum dyskursu kulturalnego oraz wymiany doświadczeń pomiędzy europejskim rynkiem wydawniczym a rynkiem książki azjatyckiej.
Targi w Tajpej to największa tego rodzaju impreza wydawnicza w Azji, a czwarta pod względem wielkości na świecie. W targach w 2006 roku wzięło udział 385 wystawców z Tajwanu (1631 stoisk) i 500 wystawców z zagranicy (279 stoisk). W 2005 odwiedziło je 320 000 osób.